# The Morning Herald
The Morning Herald fue un diario matutino del Reino Unido.
El periódico fue fundado en 1780 por el reverendo Sir Henry Bate Dudley, exeditor de The Morning Post. Inicialmente fue un periódico liberal en consonancia con el príncipe de Gales, pero más tarde se alineó con los conservadores. En 1843 fue adquirido por Edward Baldwin, y después de su muerte en 1848 pasó a manos de James Johnstone, quien también poseía el Evening Standard. Diferenció los dos periódicos mediante el precio: el Evening Standard costaba la mitad. Inicialmente fue una estrategia de éxito, pero creó el Evening Herald como acompañante de la edición matutina sin obtener beneficios, y en 1869 habían cerrado las dos ediciones.